# Sesto Calende
Sesto Calende là một đô thị và thị xã của Ý. Đô thị này thuộc tỉnh Varese trong vùng Lombardia. Sesto Calende có diện tích km2, dân số theo ước tính năm 2010 của Viện thống kê quốc gia Ý là 10.285 người. 
Các đơn vị dân cư:
Đô thị Sesto Calende giáp với các đô thị: